# Caesalpinia decapetala
Caesalpinia decapetala är en ärtväxtart som först beskrevs av Albrecht Wilhelm Roth, och fick sitt nu gällande namn av Arthur Hugh Garfit Alston. Caesalpinia decapetala ingår i släktet Caesalpinia och familjen ärtväxter. Inga underarter finns listade i Catalogue of Life.

## Bildgalleri

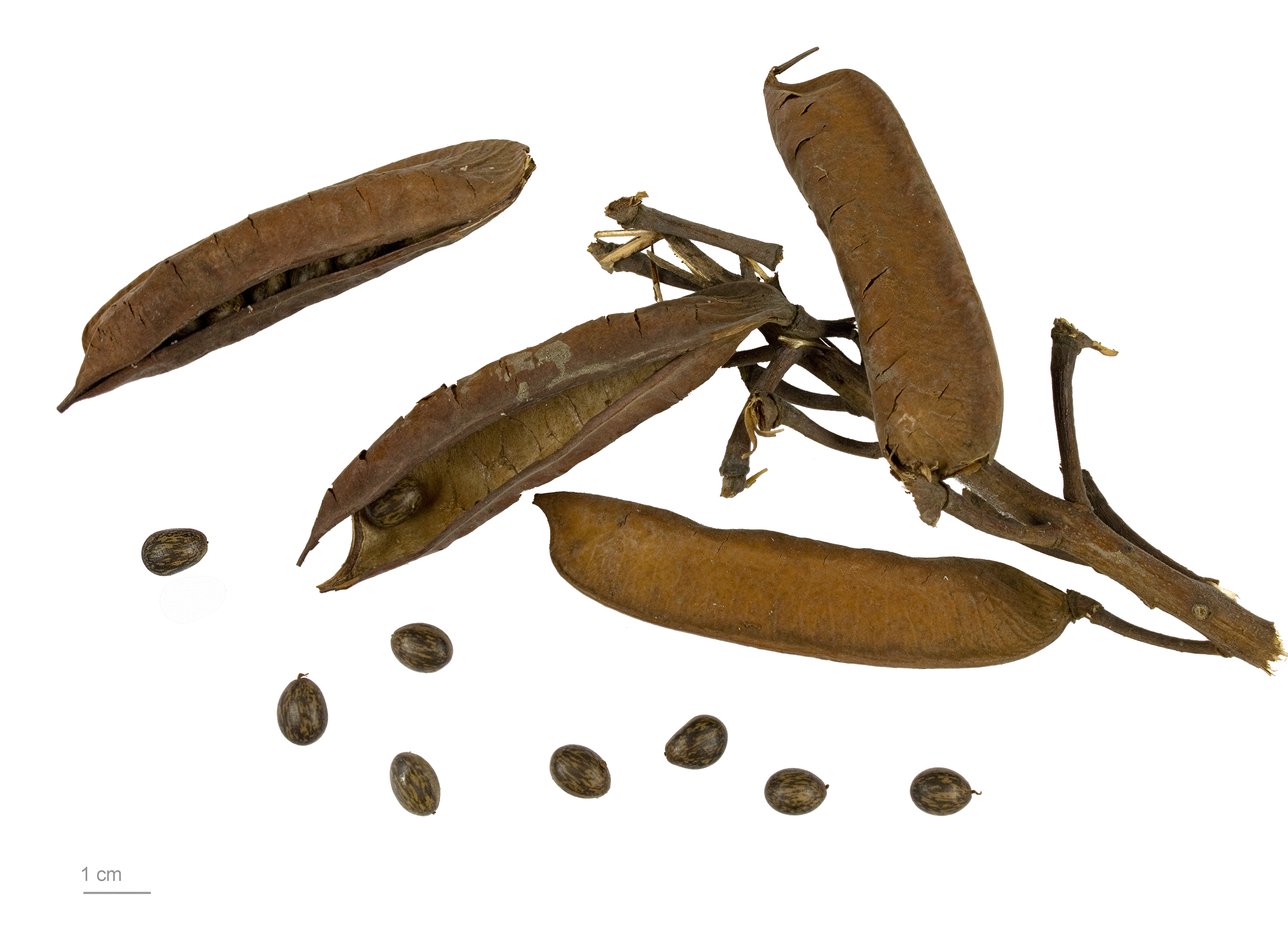
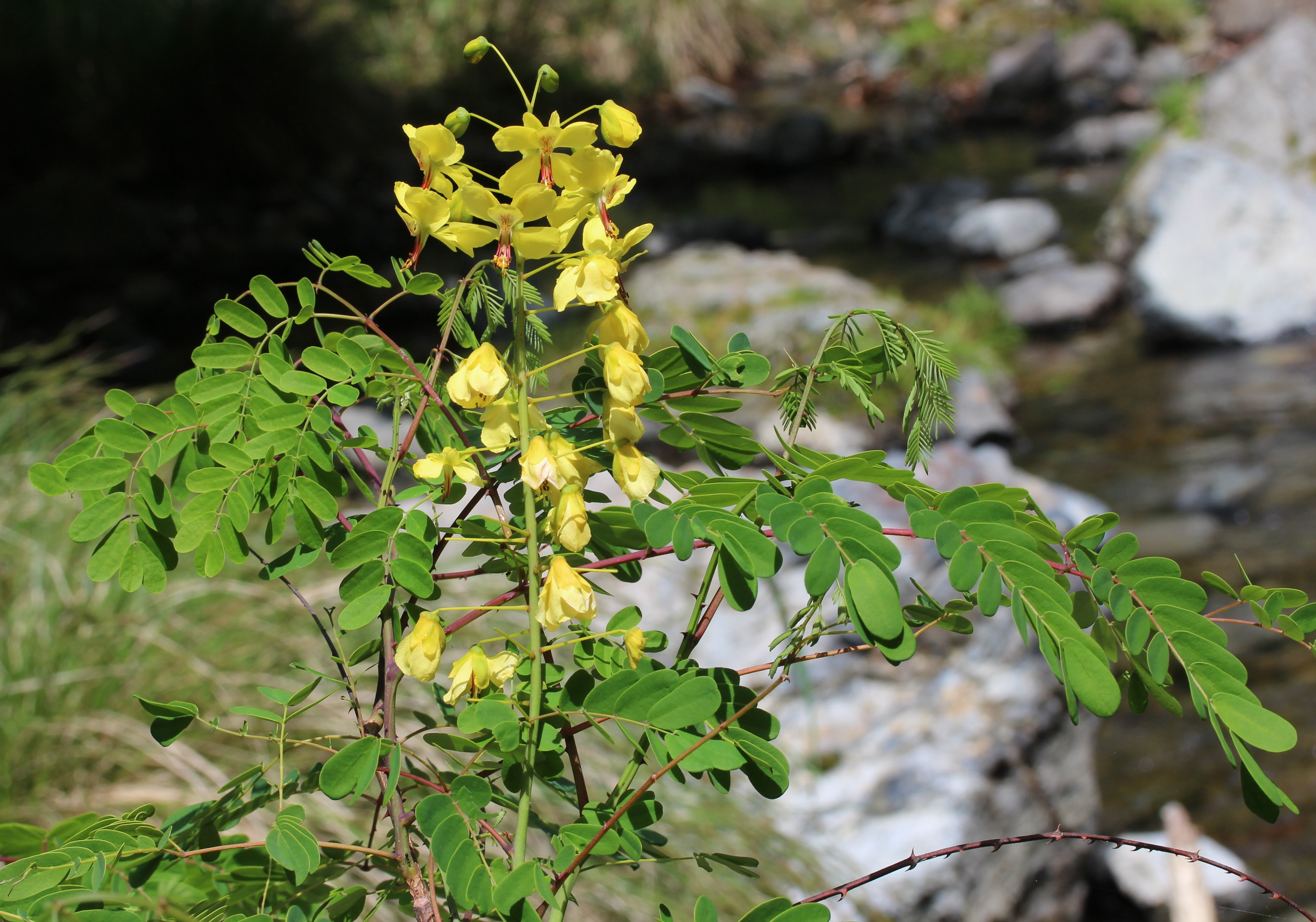
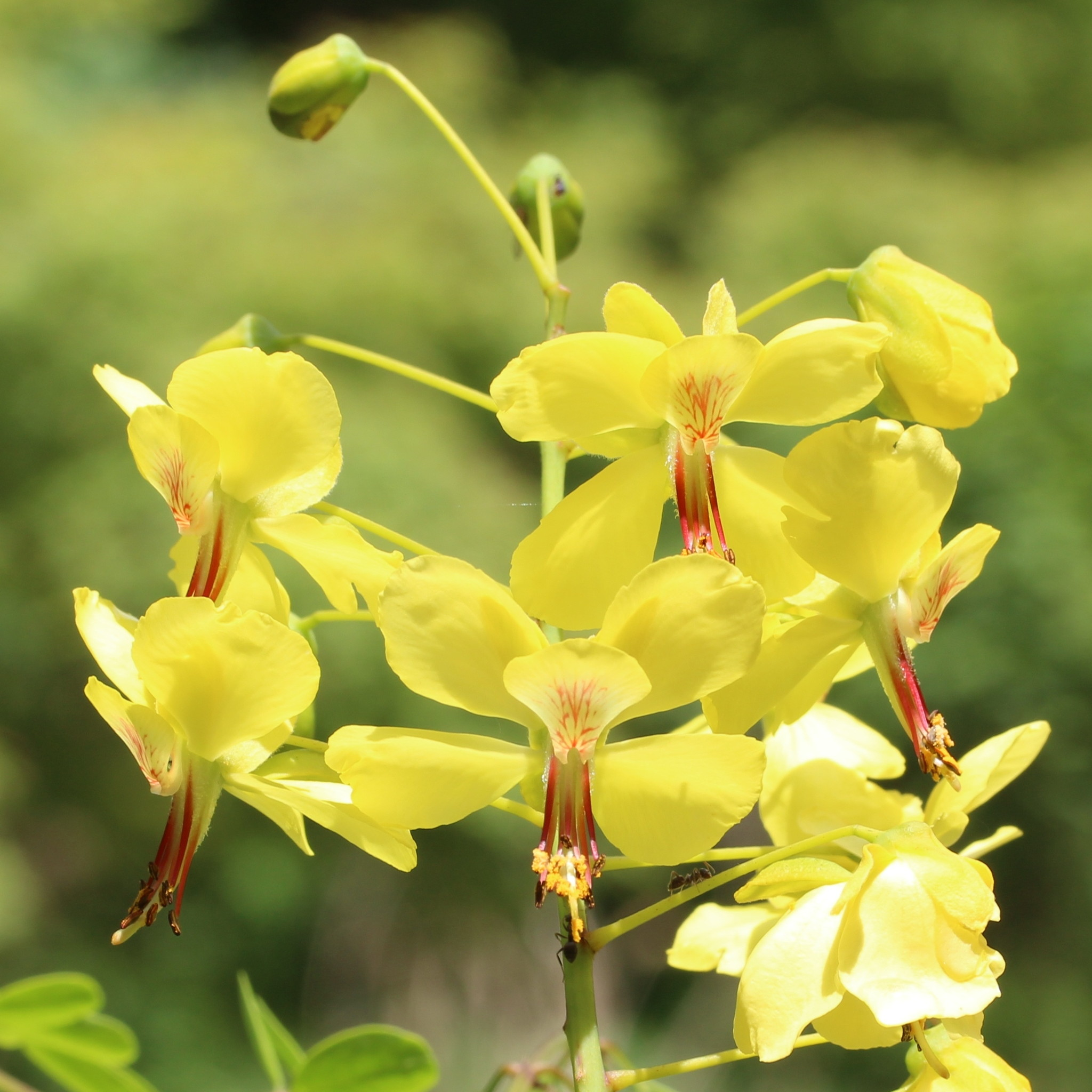
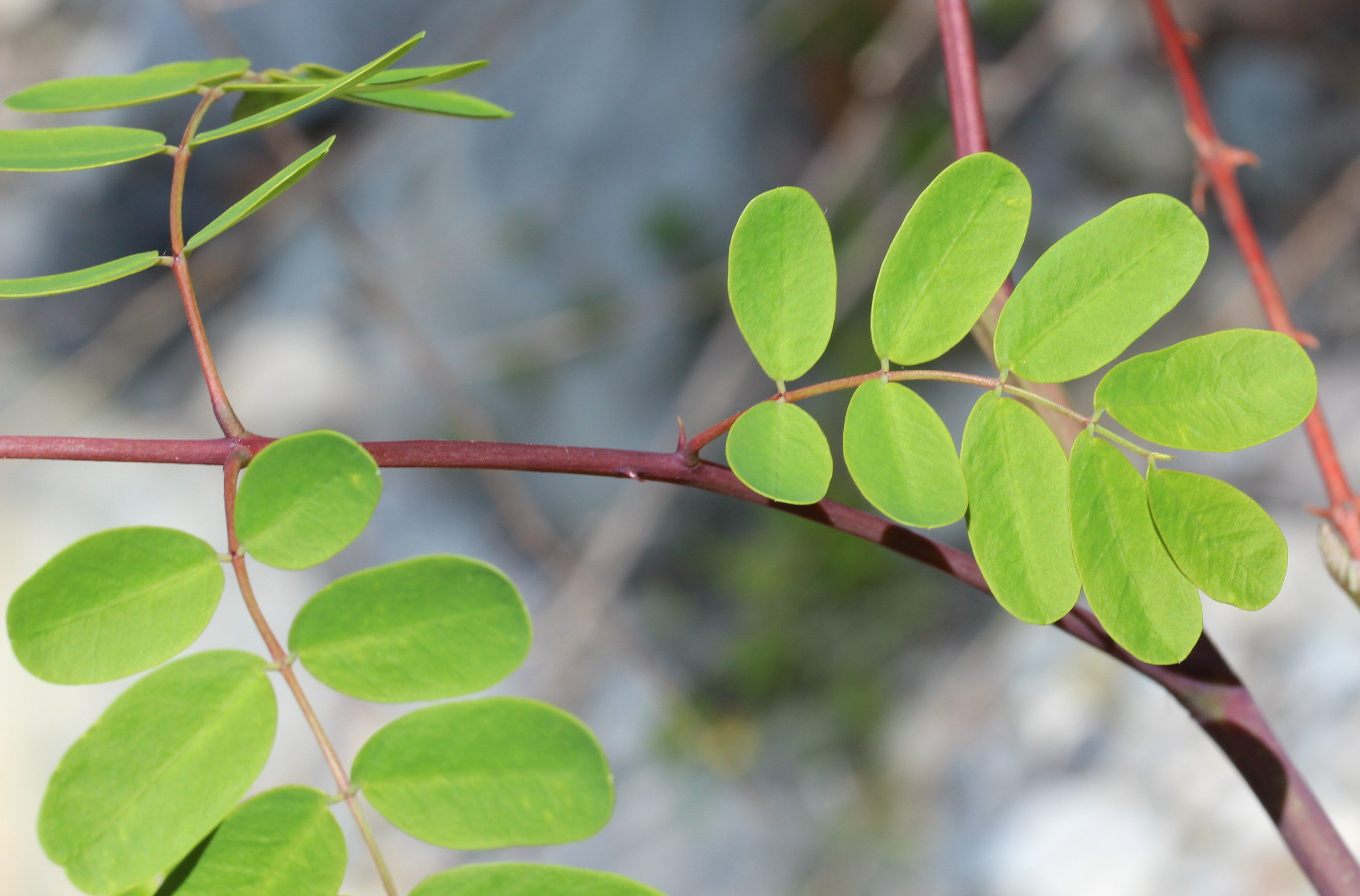
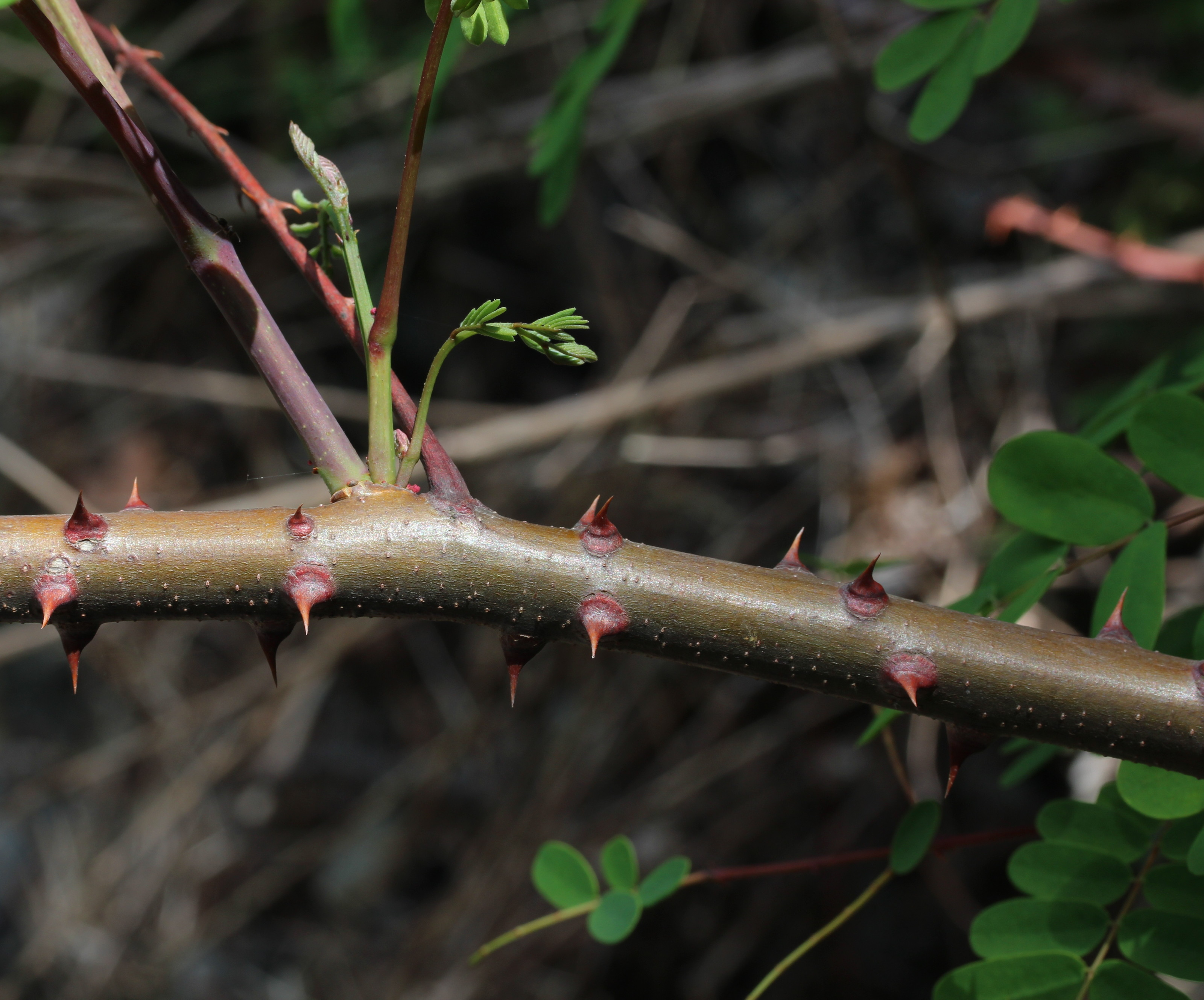